# ハミルトン、ジョー・フランク&レイノルズ
ハミルトン、ジョー・フランク＆レイノルズ（Hamilton, Joe Frank & Reynolds）は、アメリカ合衆国出身のソフトロック・バンドある。ダン・ハミルトン、ジョー・フランク・カローロ、トミー・レイノルズの3人によって結成された。彼らは元Tボーンズであり、レイノルズのみ元シャンゴのメンバーでもあった。
1970年にダンヒル・レコードと契約。1971年のデビュー・シングル「恋のかけひき（Don't Pull Your Love）」が全米4位を記録。一躍、同レーベルの代表格グループとなったが、1972年にトミー・レイノルズが脱退。後任にアラン・デニスンを迎えて活動することとなる。
1975年に「フォーリン・イン・ラヴ」が全米1位を記録。

## メンバー
- ダン・ハミルトン (Dan Hamilton)
- ジョー・フランク・カローロ (Joe Frank Carollo)
- トミー・レイノルズ (Tommy Reynolds)
- アラン・デニスン (Alan Dennison)

## ディスコグラフィ

### スタジオ・アルバム
- 『恋のかけひき』 - Hamilton, Joe Frank & Reynolds (1971年)
- 『ホールウェイ・シンフォニー』 - Hallway Symphony (1972年)
- 『フォーリン・イン・ラヴ』 - Fallin' in Love (1975年)
- 『愛の会話』 - Love & Conversation (1976年) ※ハミルトン、ジョー・フランク&デニスン名義

### コンピレーション・アルバム
- Greatest Hits (1995年)
- The Playboy Years (2005年)

### シングル
- 「恋のかけひき」 - "Don't Pull Your Love" (1971年) ※全米4位
- 「アナベラ」 - "Annabella" (1971年)
- 「デイジー・メイ」 - "Daisy Mae" (1971年)
- "One Good Woman" (1972年)
- 「フォーリン・イン・ラヴ」 - "Fallin' in Love" (1975年) ※全米1位
- 「恋のライバル」 - "Winners and Losers" (1975年) ※全米21位
- "Everyday Without You" (1976年)
- "Light Up the World with Sunshine" (1976年) ※ハミルトン、ジョー・フランク&デニスン名義
- "Don't Fight the Hands (That Need You)" (1976年) ※ハミルトン、ジョー・フランク&デニスン名義

## 参照
- 3度のメシよりCD : HAMILTON, JOE FRANK & REYNOLDS
- キサナドゥの伝説（デイブ・ディ・グループ） vs　恋のかけひき（ハミルトン・ジョー・フランク＆レイノルズ）歌詞・訳詞など